# Армстронг, Джон (поэт)
Джон А́рмстронг (англ. John Armstrong; 1709[…], Роксбуршир, Скоттиш-Бордерс — 7 сентября 1779, Ковент-Гарден, Большой Лондон) — британский писатель и поэт, врач.

## Биография
Джон Армстронг родился в 1709 году в Кэслтоне, в шотландском графстве Роксборо. Получил образование в городе Эдинбурге. Затем Армстронг переселился в столицу Британской империи город Лондон. 
Джон Армстронг скончался 7 сентября 1779 года в Ковент-Гардене.